# Cichoraceae

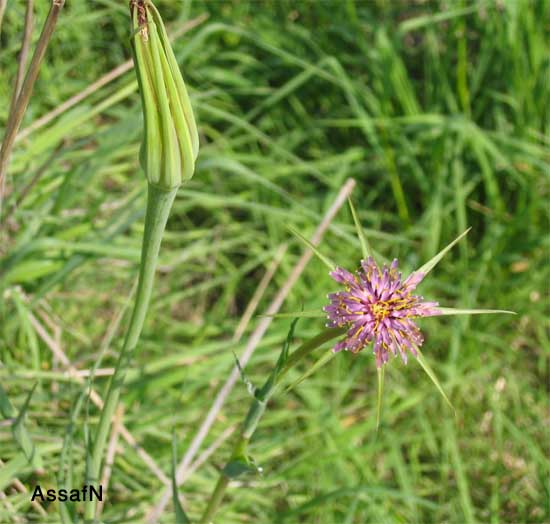
Tragopogon

Cichoraceae, na classificação taxonômica de Jussieu (1789), é uma ordem botânica da classe Dicotyledones, Monoclinae (flores hermafroditas), Monopetalae (uma pétala), com  corola epigínica (quando a corola se insere acima do nível do ovário) e, com anteras unidas.
Apresenta os seguintes gêneros:
- Lampsana, Rhagadiolus, Prenanthes, Chondrilla, Lactuca, Sonchus, Hieracium, Crepis, Drepania, Hedypnois, Hyoseris, Taraxacum, Leontodon, Picris, Helmintia, Scorzonera, Tragopogon, Urospermum, Geropogon, Hypochaeris, e outros.